# Jeanne Dusseau
Jeanne Dusseau, gebürtige Jeanne Thom (* 2. Februar 1893 in Glasgow; † 1979) war eine kanadische Opernsängerin (Sopran) und Gesangspädagogin.

## Leben
Dusseau kam als Kind nach Toronto war in ihrer Jugend Altsolistin an der Bloor St Baptist Church. Sie studierte Gesang bei  Atherton Furlong und debütierte 1912 als Sopransolistin in der Forster’s Hall.  1919 heiratete sie den Bariton Lambert Victor Dusseau. Sie setzte ihre Ausbildung bei Giuseppe Carboni fort und war in der Saison 1921–22 an der Chicago Opera engagiert, wo sie den Hirten im Tannhäuser  und die Ninetta in der Uraufführung von Sergei Prokowjews Die Liebe zu den drei Orangen sang.
Auf einer vom National Museum of Canada und dem Konservatorium von Toronto veranstalteten Konzerttournee sang sie kanadische Volksweisen in Arrangements von Alfred La Liberté, Ernest MacMillan und Healey Willan. Zwischen 1927 und 1931 nahm sie regelmäßig an den Canadian Pacific Railway Festivals für Folkmusik teil.
1929 debütierte sie erfolgreich an der Londoner Wigmore Hall. Von 1936 bis 1940 war sie an der Sadler’s Wells Opera engagiert und sang dort die Titelrollen in Tosca,  Aida und Madama Butterfly, die Leonore in Fidelio und die Rosalinda in Die Fledermaus.  1942 zog sie sich von der Bühne zurück und unterrichtete einige Jahre in New York, später in Washington. Von ihr ist nur eine kommerzielle Aufnahme von 1939 bei His Master’s Voice mit der Osterhymne aus Cavalleria rusticana und der Barcarole aus Hoffmanns Erzählungen erhalten.